# Röthenbach bei Schweinau
Röthenbach bei Schweinau (nürnbergisch: Röddnba bzw. Reimba) ist ein Stadtteil im Südwesten der mittelfränkischen Stadt Nürnberg und umfasst die statistischen Bezirke 51 Röthenbach West und 52 Röthenbach Ost. Bis 1922 war Röthenbach bei Schweinau eine Gemeinde.

## Geographie

### Geologie
Röthenbach befindet sich auf einem Boden aus Blasensandstein, Sandsteinkeuper, Letten und Keupersanden. Der für diese Bodenverhältnisse typische hohe Grundwasserstand wurde durch den Bau des Main-Donau-Kanals abgesenkt.

### Geographische Lage
Das Röthenbacher Gebiet ist allgemein von flacher Struktur. Im Südwesten fällt es mit tiefen Einschnitt zur Rednitz ab. Den Nordwesten Röthenbachs bildet eine flach ansteigende Kuppe namens Hauch (325 m ü. NHN). Im Nordosten wird Röthenbach durch den Main-Donau-Kanal begrenzt, im Nordwesten durch die Bahnstrecke Nürnberg–Crailsheim, im Westen durch die Rednitz. Mit dem südlich gelegenen Stadtteil Eibach ist Röthenbach baulich vollständig zusammengewachsen. Der Stadtteil grenzt im Nordosten an Schweinau, im Nordwesten an Gebersdorf, im Süden an Eibach und im Westen direkt an Nürnbergs südwestliche Nachbarstadt Stein.

## Geschichte

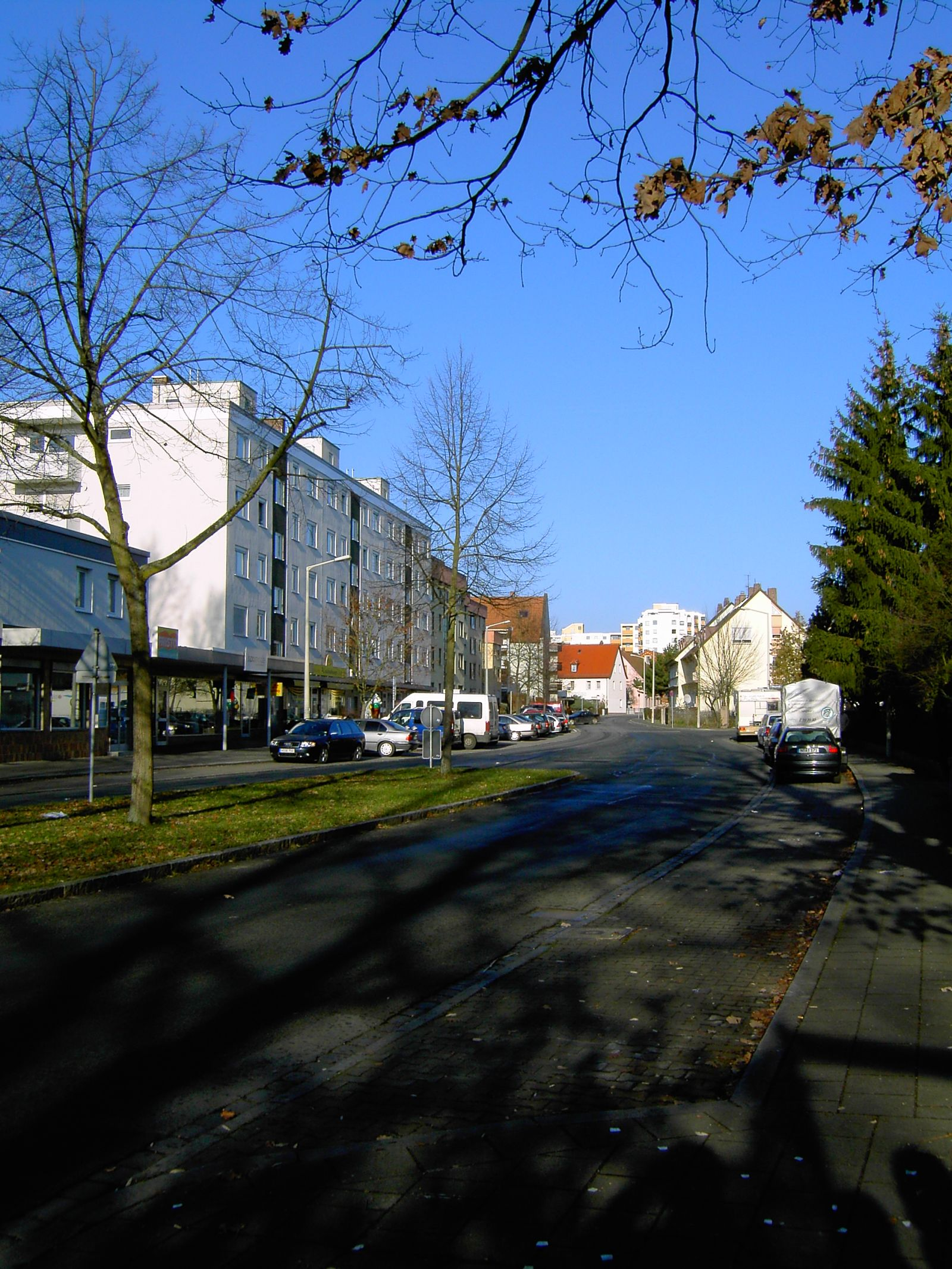
Röthenbacher Hauptstraße (2006)

Der Ort im Jahr 1054 als „Rotembach“ erstmals urkundlich erwähnt. Kaiser Heinrich III. schenkte den Ort einem seiner Dienstleute. In den folgenden Jahrhunderten war die Herrschaftsstruktur geteilt und zersplittert. Die Nürnberger Niederlassung des Deutschen Ordens verfügte von 1293 bis 1803 über das halbe Dorf als Lehen des Burggrafen von Nürnberg. Die andere Hälfte gehörte dem Dompropst von Bamberg. Er belehnte damit nacheinander verschiedene Nürnberger Patrizier.
Gegen Ende des 18. Jahrhunderts bestand Röthenbach aus 30 Anwesen. Das Hochgericht übte die Reichsstadt Nürnberg  aus, wurde aber von dem brandenburg-ansbachischen Oberamt Schwabach  bestritten. Die Dorf- und Gemeindeherrschaft hatte das Landpflegamt Nürnberg. Grundherren waren
- die Deutschordenskommende Nürnberg: 14 Hintersassen;
- Nürnberger Eigenherren (von Behaim: 1 Hintersasse; von Holzschuher: 2 Halbhöfe, 5 Gütlein; von Imhoff: 1 Hintersasse; von Löffelholz: 4 Hintersassen; von Oelhafen: 1 Hof, 1 Gut);
- die Rieterische Stiftungsverwaltung Kornburg: 1 Gütlein.[6]

Es gab 27 Untertansfamilien.
Von 1797 bis 1808 unterstand Röthenbach dem Justiz- und Kammeramt Schwabach. 1806 kam der Ort an das Königreich Bayern. Im Rahmen des Gemeindeedikts wurde Röthenbach dem 1808 gebildeten Steuerdistrikt Eibach (II. Sektion) zugewiesen. 1818 entstand die Ruralgemeinde Röthenbach, zu der Weiherhaus gehörte. Sie war in Verwaltung und Gerichtsbarkeit dem Landgericht Schwabach zugeordnet und in der Finanzverwaltung dem Rentamt Schwabach (1919 in Finanzamt Schwabach umbenannt). Ab 1862 gehörte Röthenbach zum Bezirksamt Schwabach. Die Gerichtsbarkeit blieb beim Landgericht Schwabach (1879 in Amtsgericht Schwabach umbenannt). 1904 hatte die Gemeinde eine Gebietsfläche von 2,900 km².
Am 15. Juni 1922 wurde die Gemeinde Röthenbach nach Nürnberg eingegliedert und kam so zum Amtsgericht Nürnberg und dem Finanzamt Nürnberg.
Aus einem landwirtschaftlich geprägten Dorf wurde durch den Bau verschiedener Arbeitersiedlungen und später durch einen in den 1960er Jahren einsetzenden Bauboom eine typische vorstädtische Schlafstadt.

### Baudenkmäler
In Röthenbach gibt es neun Baudenkmäler:
- Faberpark mit künstlicher Ruine und ehemaligen Mausoleum
- Ansbacher Straße 136: Beamtenwohnhaus
- Castellstraße 140: Fabrikgebäude
- Ellingstraße 9: Ehemaliges Wohnstallhaus
- Jägerstraße 3: Ehemaliges Bauernhaus
- Rednitzstraße 32: Mietswohnhaus mit Waschhaus
- Rednitzstraße 33: Ehemaliges Gasthaus
- Rednitzstraße 80, 84: Ehemalige Torhäuser einer abgegangenen Marstallanlage des Schlosses Faber-Castell
- Röthenbacher Hauptstraße 74, 76: Ehemaliges Schulhaus

ehemalige Baudenkmäler
- Ellingstraße 3: Zweigeschossiger Sandsteinbau mit zweigeschossigem Giebel, bezeichnet „IE 1844“.[13]
- Ellingstraße 17: Eingeschossiges Fachwerk-Hofhaus des 17./18. Jahrhunderts; in der Fachwerkkonstruktion Segmentbogentüre. Am Giebel einseitig abgewalmter Anbau.[13]
- Ellingstraße 18: Ehemaliges Gasthaus „Zum Walfisch“. Zweigeschossiger Sandsteinbau von 1765 mit Ecklisenen, dreigeschossigem Giebel mit Aufsätzen; über dem Mittelrisalit Zwerchhaus mit geschwungenem Giebel; Stichbogenportal mit geohrter Rahmung und Schlusssteinvolute, darüber Blattwerkkartusche und segmentbogige Verdachung. 1973 abgebrochen.[13]
- Jägerstraße 6: Zweigeschossiges Wohnhaus in Sandstein mit zweigeschossigem Giebel, bezeichnet „1869“.[13]
- Rednitzstraße 27: Ehemaliges Gasthaus „Zum Weißen Lamm“. Zweigeschossiger, zum Teil verputzter Sandsteinbau, Ende des 18. Jahrhunderts; mit dreigeschossigem Volutengiebel und Aufsätzen; Rechteckportal mit gerader Verdachung und Zahnschnittprofil, zweiflügelige Haustüre mit Füllungen und Schnitzwerk.[13]
- Röthenbacher Hauptstraße 49: Kleines, eingeschossiges Sandsteinhaus mit eingeschossigem Giebel; Mitte des 19. Jahrhunderts.[13]
- Röthenbacher Hauptstraße 65: Große Hofanlage. Zweigeschossiges Wohnhaus in Sandstein, verputzt. Große verputzte Scheune und Nebengebäude mit Kartusche, bezeichnet „1765“. Reste der alten Toreinfahrt, Pfosten mit Kugelbekrönung.[13]
- Steinkreuz an der Röthenbacher Hauptstraße, in der Anlage bei der Nikodemuskirche, um 1480. Großes Steinmetzzeichen oder Hauszeichen an der Vorderseite.[13]

### Einwohnerentwicklung
Die Statistischen Bezirke 51 und 52 hatten 1985 zusammen 17.644 Einwohner, 1997 19.108 Einwohner, 2006 19.608 Einwohner und 2014 20.245 Einwohner.
Gemeinde Röthenbach
| Jahr      | 1818   | 1840   | 1852   | 1855   | 1861   | 1867   | 1871   | 1875   | 1880   | 1885   | 1890   | 1895   | 1900  | 1905   | 1910   | 1919   |
| Einwohner | 286    | 360    | 456    | 466    | 415    | 451    | 501    | 682    | 804    | 743    | 799    | 829    | 1068  | 1221   | 1390   | 1399   |
| Häuser    | 37     | 41     |        |        |        |        | 53     |        |        | 69     | 82     |        | 89    |        |        |        |
| Quelle    | [ 15 ] | [ 16 ] | [ 17 ] | [ 17 ] | [ 18 ] | [ 19 ] | [ 20 ] | [ 21 ] | [ 22 ] | [ 23 ] | [ 24 ] | [ 17 ] | [ 9 ] | [ 17 ] | [ 25 ] | [ 17 ] |

Ort Röthenbach
| Jahr      | 001497 | 001818 | 001840 | 001861 | 001871 | 001885 | 001900 | 001945 |
| Einwohner | ≈100   | 259    | 329    | *415   | 449    | 731    | 1068   | ≈2000  |
| Häuser    |        | 35     | 39     |        |        | 66     | 89     |        |
| Quelle    |        | [ 15 ] | [ 16 ] | [ 18 ] | [ 20 ] | [ 23 ] | [ 9 ]  |        |

## Religion
Röthenbach ist seit der Reformation evangelisch-lutherisch geprägt und war ursprünglich nach St. Johannes Baptist (Eibach) gepfarrt. Die evangelische Nikodemus-Kirche entstand, als der ursprüngliche zweite Sprengel der Johannes-Gemeinde in Eibach selbständig wurde. Der sechseckige Bau von Reinhold Büttner aus rotem Backstein wurde am 8. Dezember 1968 eingeweiht. Besonders eindrucksvoll ist das Kreuz, eine Plastik des Nürnberger Künstlers Heinz Heiber aus dem Jahre 1969. Sie zeigt den am Kreuz hängenden Christus, der zusätzlich eine Reihe weiterer Kreuze trägt, gleichsam als Symbol für die Schuld der Welt, die er durch seinen Tod auf sich genommen hat. Die katholische Kirche Maria am Hauch ist ein Neubau von Münchner Architekten Jakob Semler aus dem Jahr 1967. Sie ist die erste Marienkirche, die seit der Reformation in Nürnberg erbaut wurde. Der moderne Langbau hat ein beeindruckendes geschwungenes Dach. Anlass für den Kirchenbau war ebenfalls die neue Selbständigkeit des Röthenbacher Sprengels der katholischen Pfarrei St. Walburga in Eibach.

## Kultur und Sehenswürdigkeiten

### Kultur

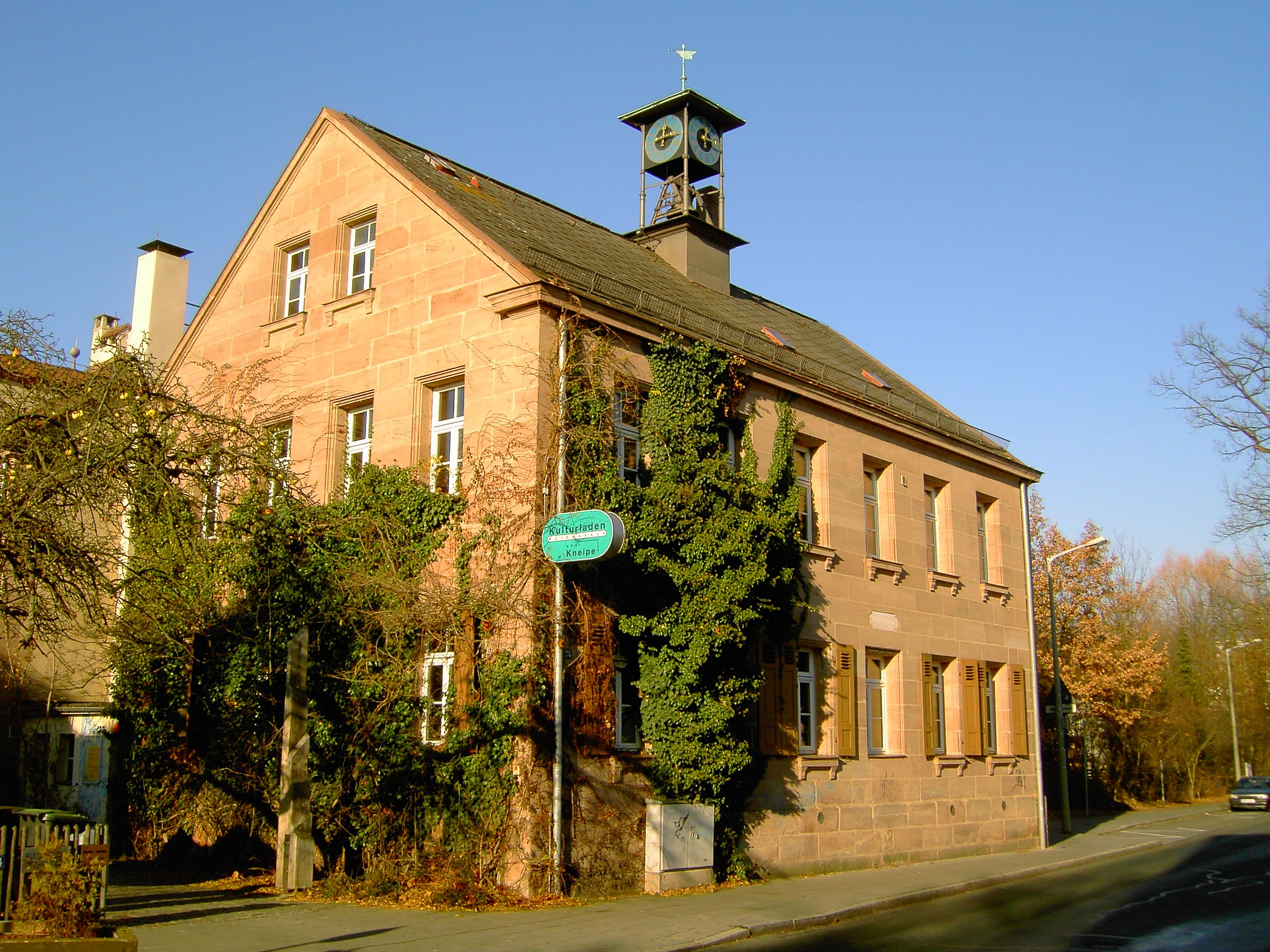
Das alte Schulgebäude beherbergt heute den Kulturladen.

Der Stadtteil ist durch die Bundesstraße 2 zweigeteilt. Da beide Hälften jeweils über eine Grundschule (1. bis 4. Klasse) bzw. Kindergarten verfügen, ist das Leben im Stadtteil insbesondere für Kinder auf die jeweilige Hälfte begrenzt. Die evangelische Kirchengemeinde „Nikodemus“, die katholische Kirchengemeinde „Maria am Hauch“ und der Kulturladen an der Röthenbacher Hauptstraße prägen das Kultur- und Freizeitangebot im Stadtteil, das ansonsten keine Besonderheiten aufweist.

### Parks
- Der Faberpark ist der ehemalige Garten des Faberschlosses.
- Der Birkenwald ist ein Wäldchen im westlichen Teil Röthenbachs. Es erstreckt sich von der Grund- und Hauptschule Herriedener Straße und der katholischen Kirche „Maria am Hauch“ bis zum Gemeindehaus der evangelischen Kirchengemeinde „Nikodemus“. Bei Kindern erfreut sich das Wäldchen vor allem wegen seiner beiden Bolzplätze großer Beliebtheit.

### Regelmäßige Veranstaltungen
Einmal jährlich findet im Sommer ein Stadtteilfest in der Röthenbacher Hauptstraße statt, das von Gemeinden, Parteien und Vereinen aus dem Stadtteil gestaltet wird. Ebenfalls einmal jährlich findet eine kleine Kirchweih statt.

## Wirtschaft und Infrastruktur

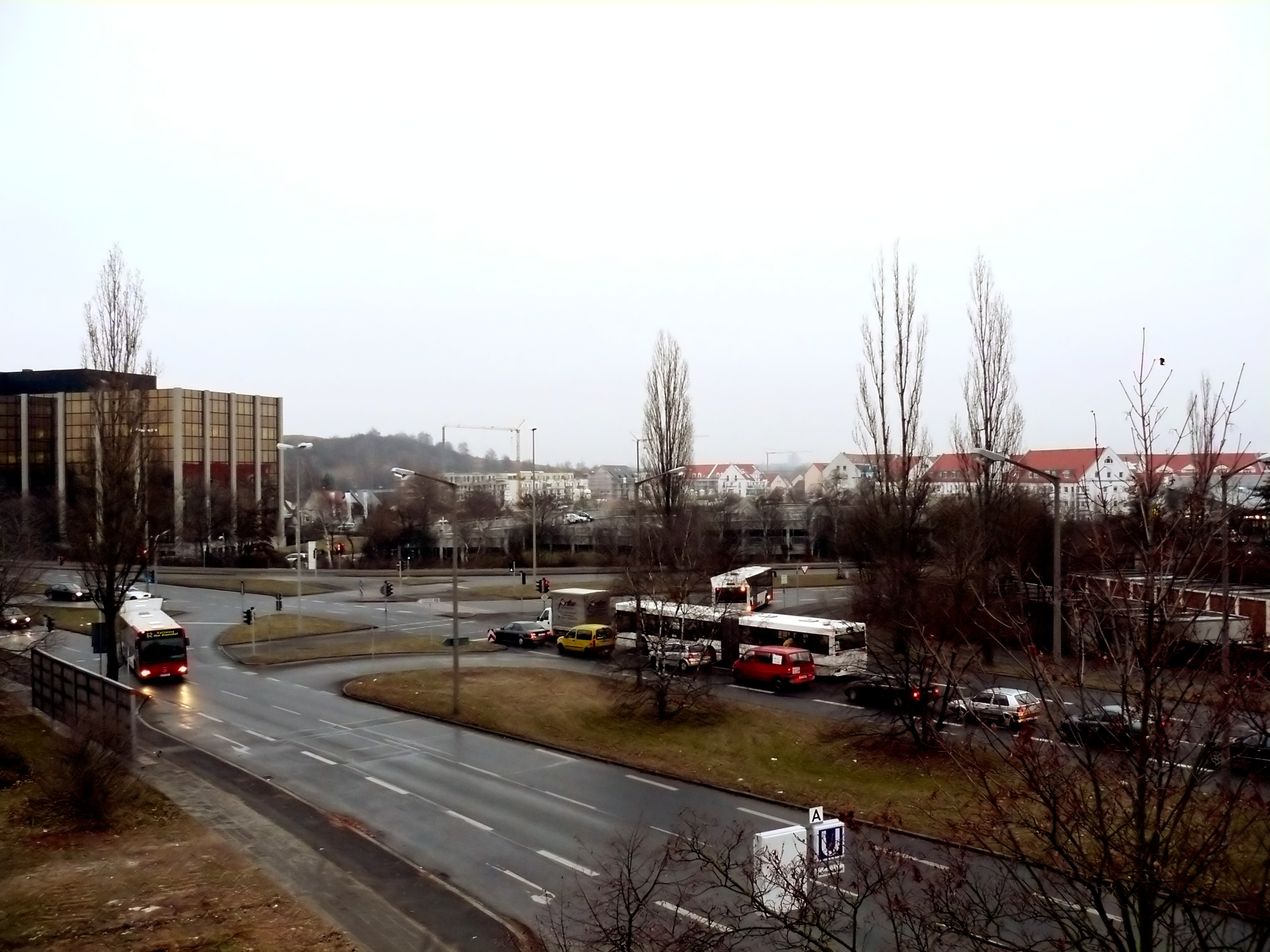
Am Ende der Schweinauer Straße trennen sich die Bundesstraßen 2 (rechts) und 14 (vorne)

### Verkehr
Durch Röthenbach führen die Bundesstraße 2 Richtung Schwabach und die Bundesstraße 14 nach Ansbach. Zudem endet die Linie U2 der U-Bahn Nürnberg seit 27. September 1986 am U-Bahnhof Röthenbach.

### Ansässige Unternehmen
- Siemens AG (bis 2020)[28]

### Bildung
Geplant ist der Neubau eines Berufsschulzentrums auf dem Grundstück des ehemaligen Siemens-Nixdorf Verwaltungsgebäudes.
- Berufsbildungswerk Nürnberg Hören Sprache Lernen mit Sonderberufsschule
- Grundschule Birkenwald
- Grundschule Helene-von-Forster-Schule
- Robert-Bosch-Mittelschule[30]
- Sigmund-Schuckert-Gymnasium
- Peter-Henlein-Realschule